# Rachael Axon
Rachael Louise Axon (* 9. November 1985 in London) ist eine ehemalige englische Fußballspielerin.

## Karriere

### Verein
Axon begann ihre Karriere bei den Frauen des AFC Wimbledon, ehe sie 2006 zum Studium an die University of Alabama at Birmingham wechselte, wo sie ein Jahr für die dortige Hochschulmannschaft der UAB Blazers auflief. Danach setzte sie ihr Studium an der Oregon State University fort und spielte parallel dazu bis 2009 in den Sommermonaten für die W-League-Franchise der Ottawa Fury. Ihre fußballerische Karriere setzte Axon danach erst 2011 beim norwegischen Zweitligisten Avaldsnes IL fort, für den sie drei Jahre lang auflief und mit dem sie 2012 in die Toppserien aufstieg. Im zweiten Halbjahr 2013 wechselte sie für kurze Zeit zum brasilianischen Erstligisten Acadêmica Vitória aus Vitória de Santo Antão, ehe sie im Folgejahr nach Norwegen zurückkehrte und für Kolbotn IL auflief. Zur Saison 2015 der NWSL unterschrieb Axon beim Vorjahresschlusslicht Houston Dash, das sie nach nur einem Jahr wieder in Richtung Kolbotn verließ. Bei dem Klub beendete sie nach Abschluss der Saison 2016 ihre Karriere als Profi.

### Nationalmannschaft
Axon war bis ins Jahr 2007 Teil diverser englischer Juniorinnen-Nationalmannschaften und nahm mit diesen an mehreren Austragungen des Nordic Cups teil.

## Erfolge
- 2012: Aufstieg in die Toppserien mit Avaldsnes IL